# Рыцари Креста
Рыцари Креста (в Польше известна как «Krzyżacy») — компьютерная игра в жанре стратегии в реальном времени с элементами ролевой игры. Была разработана компанией Freemind Software, и издана Cenega в 2002 году. В России игру выпустила компания Акелла.
Игра была создана на основе противостояния Тевтонского ордена и Польши в XIV-XV веках.
Сюжет написан на основе книги «Крестоносцы» лауреата Нобелевской премии в области литературы польского писателя Генрика Сенкевича.

## Геймплей
В одиночной игре игрок выступает в качестве рыцаря, имеющего собственную армию. В ходе игровой кампании он сражается с отрядами противника, и в каждой миссии, после победы над ними он получает золото.
На эти средства он может нанять новых солдат, а также улучшить оснащение своей армии, снабдив её новыми предметами экипировки: мечами, доспехами и боеприпасами. Также существует возможность развития самих солдат игрока, что повышает их боевые характеристики.

### Игровая кампания
Игрок может выбрать любую из двух сторон конфликта: Тевтонский орден и Польское королевство.
В процессе продвижения в игре, игрок сражается в разных стратегических и природных условиях, что влияет на
тактику прохождения игры.

### Многопользовательская игра
В этом игровом режиме игрок может сыграть в 23 славянские и германские сетевые битвы, проходящие в режиме Схватки.

## Реакция игровой прессы
- Российский портал игр Absolute Games поставил игре 70 %. Обозреватель отметил интересную боевую систему с участием RPG элементов. В недостатки были отнесены слабая графика и сюжет игры, а также плохой интерфейс. Вердикт: «Knights of the Cross — это, конечно, не веха и не событие, но все же очень показательная игра. Как „умная стратегия“, как талантливый воргейм, как просто нечто очень атмосферное, своевременное и „про рыцарей“…»[1]
- Журнал Игромания поставил игре 5 баллов из 10-ти, сделав следующее заключение: «Походовых стратегий мало. Но это, знаете ли, не повод».[2]